# Hippolyte Mège-Mouriès

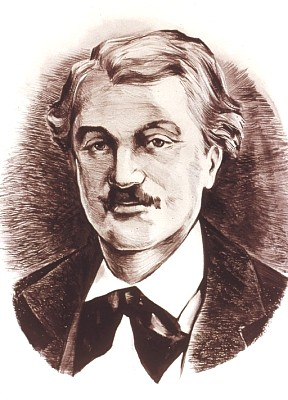
Hippolyte Mège-Mouriés

Hippolyte Mège-Mouriés (Draguignan, 24 de Outubro de 1817 - Paris, 31 de Maio de 1880) foi um químico francês a quem se atribui a invenção da margarina.
Hippolyte Mège adotou como seu o apelido Mouriés que pertencia à sua mãe, uma professora de escola primária. Em 1838, Hippolyte obteve emprego na farmácia central do Hospital Hôtel-Dieu de Paris e iniciou a publicação de artigos originais em química aplicada.
A partir de 1860 concentrou-se na pesquisa do valor alimentar das gorduras animais, trabalho que veio a culminar no patentear da margarina em 1869. Hippolyte Mège-Mouriés observou que o leite de vacas com peso a menos e subalimentadas não se transformava em manteiga quando batido. Concluiu assim que a gordura do leite que resulta em manteiga era proveniente do sebo, a gordura que se encontra nos membros, úberes e rins das vacas. Hippolyte derreteu sebo de vaca a uma temperatura de 45 °C e extraiu uma gordura que misturou com leite desnatado, estômago de porco, úbere de vaca e bicarbonato de sódio. A mistura foi depois comprimida resultando numa substância a que foi dado o nome de margarina, inicialmente vendida a granel em barris ou misturada com manteiga.
A sua invenção foi recebida como uma boa substituição da manteiga para a classe trabalhadora e para o Exército devido ao seu menor preço e qualidade razoável. Hippolyte Mège-Mouriés recebeu um prémio do governo francês, na época liderado pelo imperador Napoleão III. Em 1871, Mège-Mouriés vendeu a sua invenção à firma holandesa Jurgens, um dos pilares da actual Unilever, que em Portugal comercializa as marcas de margarina de barrar Becel e Planta, bem como a margarina para fins culinários Vaqueiro.